# 心身医学
心身医学（しんしんいがく、英語: psychosomatic medicine）または心療内科学は、患者の身体面だけではなく心理・社会面を含めて、人間を統合的に診ていこうとする全人的医療を目指す医学の一分野である。心身医学を実践している診療科が心療内科（しんりょうないか）である。

## 概要
心身医学は
心身医学である。その後アメリカ合衆国にわたり、精神科医を中心に発展していったが、ドイツの大学の医学部では現在心身医学科あるいは精神療法科がある。諸外国は精神医学の一分野という認識であり、大半の国では精神症状がある時点で精神科の受診となる。1940年代から1960年代までは、フロイト派の精神分析や力動精神医学などを学んだ者が扱うものと考えられていたが、近年の潮流は行動医学へとシフトしている。現在のドイツではリエゾン精神医学として、全医学生に心身医学の教育が義務づけられており、国家試験にも必須の問題が出題されている。リエゾンはフランス語で繋ぐ、橋渡しと言う意味。
一方、日本の心身医学は、病気の発症や進行に心理的要因が大きく関わる器質性疾患を中心に扱う分野として主に内科学から発展していった。初期の頃は「精神身体医学」と称されていた。
心身医学の主な対象は心身症である。内科疾患を主な対象とする場合は「心療内科学」と呼ぶこともある。心理面を含めた身体疾患の治療にあたるのが心身医学の専門医であるが、近年の医療技術の進歩によって、身体科の専門医との連携なしでは治療を進め得ないことも多く、その場合、コンサルテーション・リエゾン精神医学との明確な区別はできない。
心身症の診断には「明らかな身体疾患である」「負荷となる環境変化により身体症状が増悪する」の2つの条件が不可欠であり、他には「社会適応は比較的良好である」「身体治療をしても症状が改善しない、あるいは再燃を繰り返す」などの特徴があることが多い。

## 心療内科
心療内科は主に心身症やストレスからくる身体症状を扱う。最初に心療内科が誕生したのは、九州大学病院で、現在心療内科の講座・診療科を持つ医科大学は、九州大学、東京大学、東邦大学、関西医科大学、鹿児島大学、国際医療福祉大学の6大学のみである。他に診療科を持つ大学病院としては、東北大学病院、東京医科歯科大学病院、日本大学医学部附属板橋病院、東京女子医科大学附属足立医療センターがある。

### 心療内科と精神科
「心療内科」という名称は日本にしか存在しない（ドイツでは「心身医学科」という名称の診療科になる）。ここで「心療」とは「心理療法」の省略であり、「心を治療する」という意味ではない（「物療内科」が「物理療法」の省略であるのと同様）。しかし実際は、心身医学を専門とする心療内科は、精神科と多少の競合分野となっている。
現在では一般的に精神科と心療内科の区別は曖昧であり、心身医学の専門医や心療内科医が、身体症状を有する神経症性障害や軽症うつ病などの診察にあたることは珍しくなくなったが、専門性に関しては議論の対象となっており、心療内科医が最新の精神医学を修得しているかは個人差があるといわれる。
日本においては1996年に「心療内科」が厚生省に標榜科として認められて以降、精神科を含む多くの医療機関で「心療内科」の標榜が掲げられるようになり、心身症の治療が受けやすくなった。患者側に精神科通院に対する偏見がある場合、精神科ではなく心療内科の受診を希望することも多い。しかし、そのような患者でも実際に心療内科で診るべき心身症であることは少ないという。
なお心療内科医が開業している場合「心療内科・内科」、精神科医が開業している場合は「心療内科・精神科・神経科」などと標榜している場合が多い。総合病院などにある心療内科では心療内科医が診察しているが、いない場合には精神科医が診察を行っていることもある
2020年末の日本において診療に従事する医師数は、複数科に従事する者を含めて、心療内科医5874人、精神科医18037人である。

### 心療内科で扱う病気
- 心身症、病気不安症
- 摂食障害
- パニック障害
- 社交不安障害
- うつ状態（≠うつ病）
- 仮面うつ病
- 睡眠障害
- 自律神経失調症
- 過敏性腸症候群
- 機能性胃腸障害、消化管障害、心因性嘔吐症
- 身体化障害
- 慢性疼痛・慢性疲労症候群、起立性調節障害
- 頭痛・緊張性頭痛、心因性の発熱やめまい
- 書痙・斜頸
- コントロールの難しい糖尿病・肥満症
- 気管支喘息やアトピー性皮膚炎
- 精神腫瘍学に基づいた、癌患者のケア

## 精神心理状態と身体の相互作用
心理状態が身体の状態に影響を与えるという実証的な研究が進んでいる。日本では1995年前後に、笑いやストレスがNK細胞の活性度をはじめとする免疫状態に影響を与えるという発表が行われた。癌の場合には、末期がんの患者にカウンセリング治療を行った場合と行わなかった場合とで、平均生存期間や生活の質 (QOL) に大きな違いが生じたことが1978年に米国のカール・サイモントンによって報告された。

### 癌の心理療法
癌の場合に、患者の精神面のカウンセリングなどを行って治癒の促進を図る療法がある。同じような病状の患者に同じ治療を施しても、患者の心理状態によって治療結果が大きく変わるとして、1970年代に米国のカール・サイモントンによって始められたサイモントン療法がある。精神腫瘍学、精神神経免疫学に基づく。日本へは1999年に導入され、認定セラピストによる治療が行われている。
日本では、森田療法に基づく生きがい療法の実践が、1980年代から続けられている。

## 関連文献
- 増田彰則他「健常成人男性におけるNK細胞活性と心理・行動特性、ストレス対処行動、慢性疲労の関係について」心身医学、35 (5) 383-390, 1995.
- "Getting Well Again"　O. Carl Simonton, MD, Stephanie Mathews-Simonton, James L. Creighton, 1981.（日本語訳「がんのセルフコントロール」）